# Fumin (Rebsorte)
Fumin ist eine autochthone Rotweinsorte der alpinen Region Aostatal in Norditalien. In der Vergangenheit wurde sie laut Giovanni Dalmasso häufig mit der Sorte Freisa verwechselt. Im Jahr 1970 wurde sie in die italienische Sortenliste Catalogo nazionale delle variatà di viti aufgenommen.
Die spätreifende wuchskräftige Sorte ergibt Weine mit einem sehr hohen Säuregehalt und kräftigen Tanninen. Daher wurden die Weine in der Hauptsache als Verschnittweine genutzt, da der Fumin aufgrund seines roten Fruchtfleischs auch als Färbertraube eingesetzt werden kann. Erst in den letzten 10 Jahren (Stand 2005) beherrscht man die Sorte weinbautechnisch und bietet sortenreine Rotweine an. Die Ergebnisse sind erstklassig und zählen mittlerweile zu den typischsten und originellsten Erzeugnissen im Aostatal.

## Herkunft
Fumin gehört zu einer Gruppe von Rebsorten, die sich in der geographischen Insellage der Alpenregionen Italiens und des Wallis in der Schweiz halten konnten. Zu dieser Gruppe gehören die folgenden Sorten:
- Rotweinsorten: Bonda, Cornalin d’Aoste, Cornalin du Valais, Crovassa, Durize, Eyholzer, Fumin, Goron de Bovernier, Mayolet, Ner d’Ala, Petit-Rouge, Prëmetta/Prié rouge, Roussin, Roussin de Morgex, Vien de Nus, Vuillermin.
- Weißweinsorten: Completer, Himbertscha, Humagne Blanche, Lafnetscha, Petite Arvine, Planscher, Prié Blanc, Resi.

## Abstammung
Es handelt sich um eine autochthone Rebsorte des Aostatals.

## Phänologische Werte
Die Werte wurden zwischen 1994 und 1998 im Ortsteil Hospice auf einer Höhe von 600 m ü. NN erhoben:
- Austrieb: 5. April
- Blüte: 4. Juni
- Reife: 23. August
- Ernte: 22. Oktober